# Via Jacobi
La Via Jacobi désigne, en latin, l’un des itinéraires du pèlerinage de Saint-Jacques-de-Compostelle. Elle part de Rorschach, dans le canton de Saint-Gall, et traverse la Suisse jusqu’à Genève, dans le canton homonyme, où elle rejoint la Via Gebennensis, qui mène à son tour jusqu’au Puy-en-Velay, en France.
Son tracé principal s’étend sur 645 kilomètres. Une variante débute à Constance, en Allemagne, et rejoint Rapperswil, avant de se fondre dans l’itinéraire principal.
Dans le recensement de Suisse Rando, la Via Jacobi figure comme l’itinéraire national nº 4.

## Parcours[2]

### Suisse alémanique

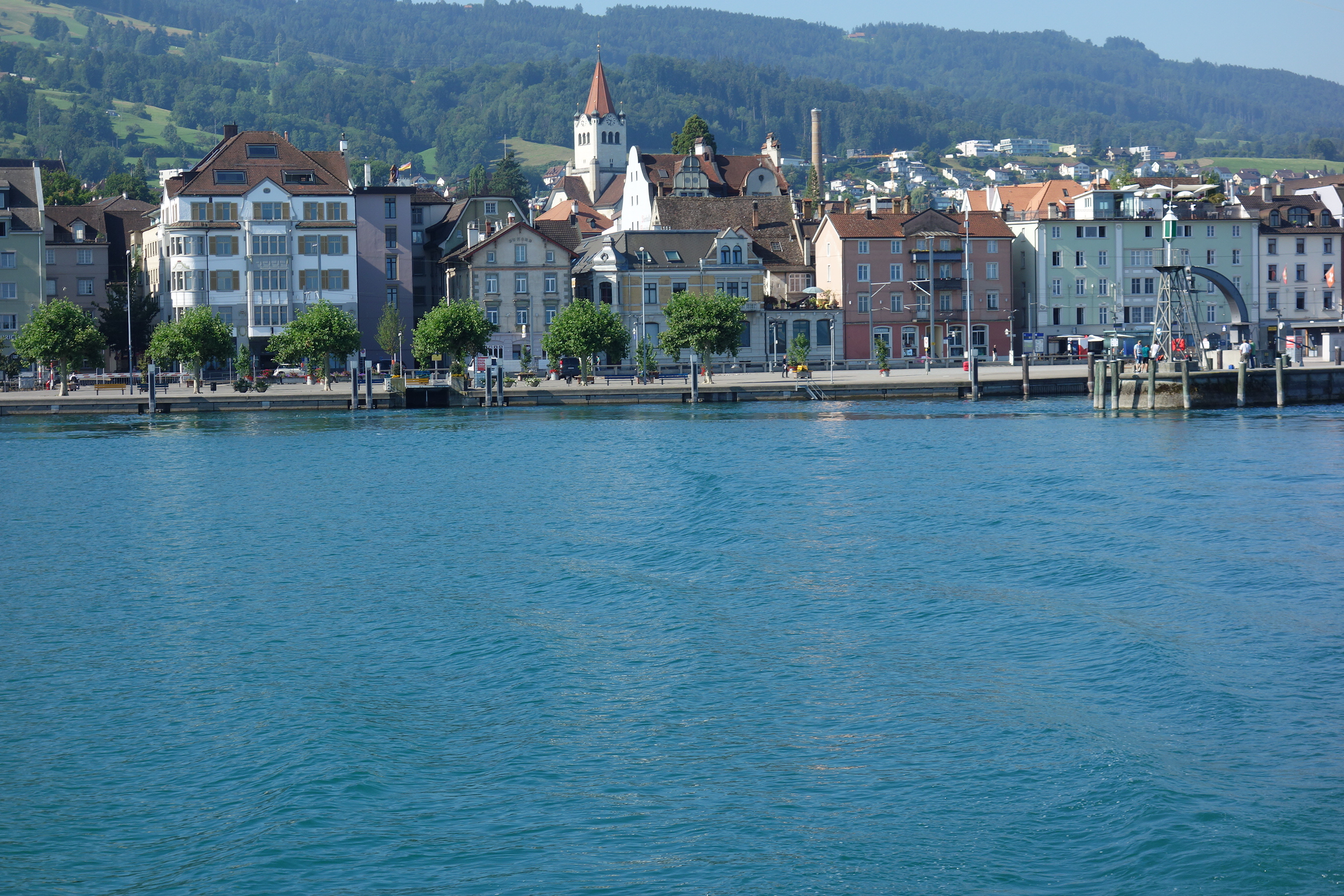
Début : Rorschach (SG).

#### Saint-Gall
- Rorschach, l'église du Sacré-Cœur ;
- Untereggen, le château de Sulzberg (de) et l'église Sainte-Madeleine ;
- Saint-Gall[3], l'abbaye de Saint-Gall et l'abbatiale Saints-Gall-et-Otmar.

#### Appenzell Rhodes-Extérieures
- Herisau.

#### Saint-Gall
- Sankt Peterzell[4] ;
- Wattwil[5] ;
- Sankt Gallenkappel ;
- Eschenbach ;
- Rapperswil, le couvent des Capucins.

#### Schwytz
- Pfäffikon ;
- Einsiedeln, le pont du Diable et l'abbaye territoriale composée d'un monastère bénédictin dédié à Notre-Dame des Ermites ;
- Alpthal, la chapelle d'Haggenegg (de) ;
- Schwytz ;
- Ingenbohl ;
- Brunnen ;
- Treib (de).

#### Nidwald
- Emmetten ;
- Beckenried ;
- Buochs ;
- Stans.

#### Obwald
- St. Niklausen (de), la chapelle du XIVe siècle ;
- Flüeli-Ranft, les trois chapelles et l'ermitage de saint Nicolas de Flüe ;
- Sachseln, l'église Saint-Théodule où repose la sépulture de saint Nicolas de Flüe ;
- Giswil;
- Lungern;
- Col du Brünig.

#### Berne
- Brienzwiler ;
- Brienz ;
- Ringgenberg ;
- Interlaken, les Grottes de Saint-Béat ;
- Spiez, l'église Saint-Michel d'Einigen ;
- Gwatt (de), la tour de Strättligen (de) ;
- Amsoldingen, l'ancienne église collégiale Saint-Maurice ;
- Blumenstein ;
- Wattenwil ;
- Riggisberg ;
- Rüeggisberg, l'ancien monastère (de) ;
- Rohrbachgraben ;
- Schwarzenburg, le pont de Sodbach.

#### Fribourg
- Saint-Antoine ;
- Tavel.

### Suisse romande

#### Fribourg
- Fribourg, la cathédrale Saint-Nicolas et l'église Saint-Maurice-des-Augustins[6] ;
- Villars-sur-Glâne ;
- Hauterive, l'abbaye d'Hauterive[7] et la chapelle de Sainte-Apolline ;
- Posieux, la chapelle du Sacré-Coeur ;
- Posat, la chapelle Notre-Dame de Posat ;
- Autigny ;
- Chavannes-sous-Orsonnens, la chapelle Saint-Jean-Baptiste ;
- Romont ;
- Hennens.

#### Vaud
- Curtilles ;
- Moudon ;
- Vucherens ;
- Montpreveyres ;
- Le Chalet-à-Gobet ;
- Lausanne ;
- Saint-Sulpice ;
- Morges ;
- Saint-Prex ;
- Buchillon ;
- Perroy ;
- Rolle ;
- Bursinel ;
- Gland ;
- Nyon.

#### Genève
- Céligny.

#### Vaud
- Coppet.

#### Genève
- Versoix, l'église Saint-Loup ;
- Genthod ;
- Pregny-Chambésy[8], l'église Sainte-Pétronille ;
- Genève, la basilique Notre-Dame de Genève.Fin : Genève (GE), le jet d'eau

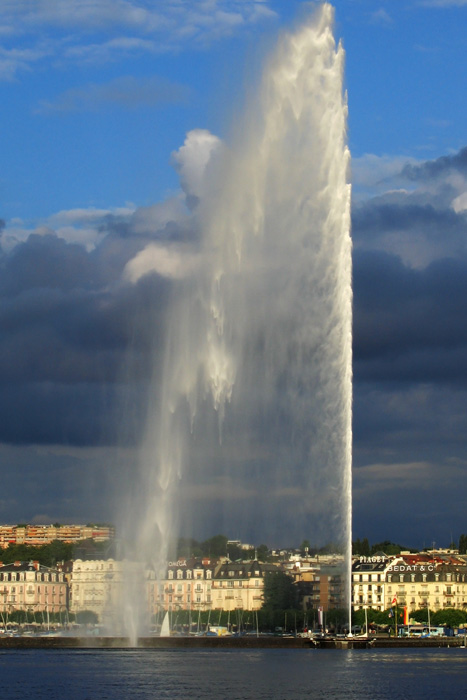
Fin : Genève (GE), le jet d'eau